# Theriosuchus
Theriosuchus es un género extinto de mesoeucrocodilio atoposáurido del Cretácico Inferior de Asia y Inglaterra. Las dos especies conocidas son T. pusillus de Inglaterra (Owen, 1879), y T. grandinaris del Berriasiense-Barremiense de Tailandia (Lauprasert et al., 2011).

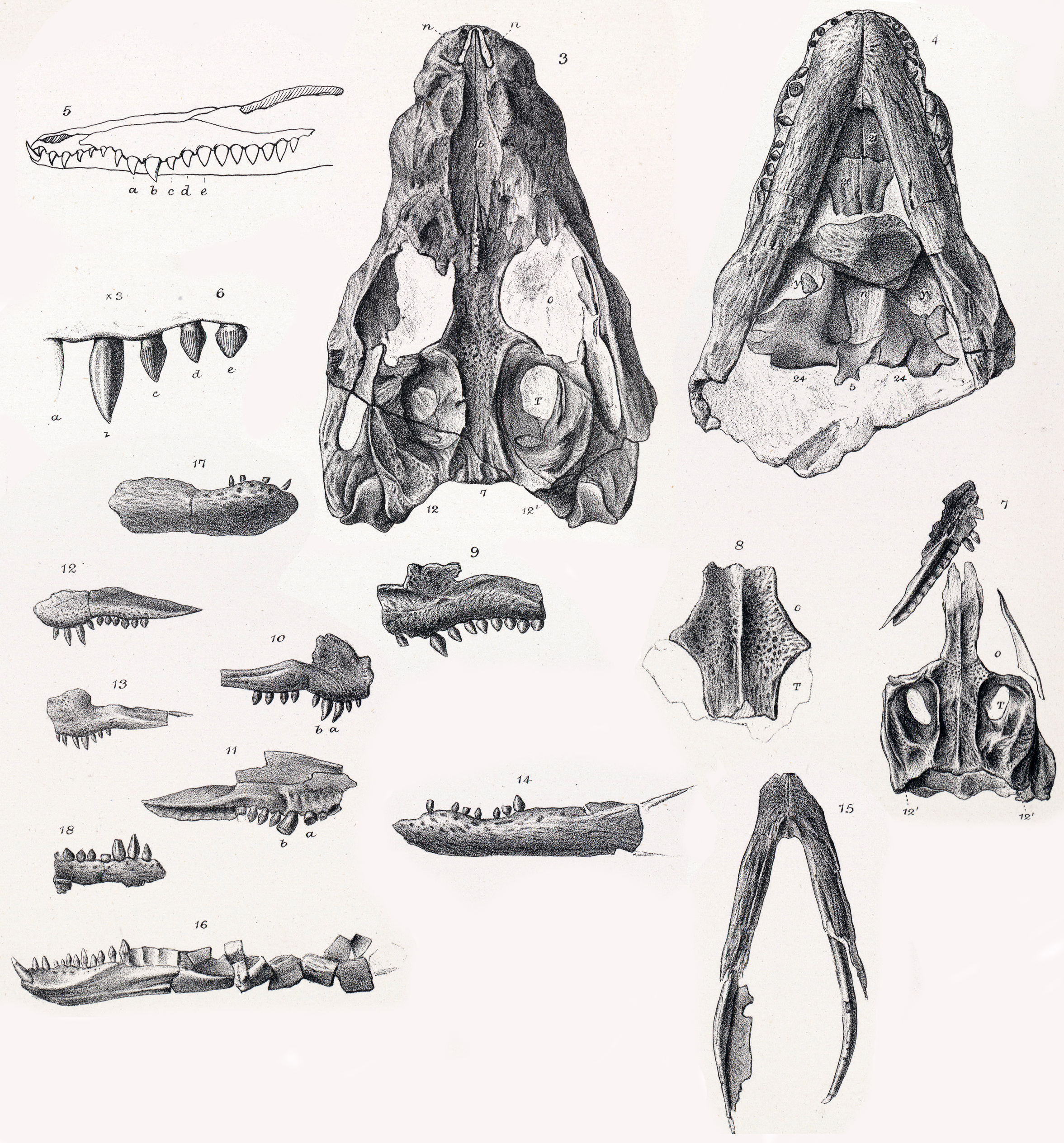
Elementos craneales de T. pusillus.

Theriosuchus fue un mesoeucrocodilio terrestre común en Europa durante el Cretácico. Los fósiles identificados como pertenecientes a este género son abundantes en varios sitios europeos. Fue uno de los pocos mesoeucrocodilios basales presentes en Laurasia durante el Cretácico Superior, una época en la que muchas formas basales como los notosuquios y los araripesúquidos estaban presentes en el continente meridional de Gondwana.